# Łuczycia
Łuczycia (ukr. Лучиця) – wieś na Ukrainie, w obwodzie żytomierskim, w rejonie nowogrodzkim, nad Słuczą. W 2001 roku liczyła 606 mieszkańców.